# Mount Belinda
Mount Belinda is een 1.370 meter hoge stratovulkaan op Montagu-eiland, onderdeel van Zuid-Georgia en de Zuidelijke Sandwicheilanden. Mount Belinda is tevens het hoogste punt van de Zuidelijke Sandwicheilanden. 
Mount Belinda was inactief tot juli 2001, toen het uitbarstte. Tijdens de eruptie kwam er veel basaltische lava vrij, waardoor de dikke ijslaag smolt die zich op de hellingen van de vulkaan had opgehoopt. Dit leverde een prachtig 'natuurlijk laboratorium' op waar lava-ijs interacties bestudeerd kunnen worden die relevant zijn voor de biologie van extreme omgevingen en van processen die waarvan wordt aangenomen dat ze relevant zijn op planeet Mars. 
In 2005 lag het niveau van activiteit van de vulkaan nog steeds op het hoogste niveau. De toename van activiteit in het najaar van 2005 leverde een actieve 3,5 kilometer lange lavastroom op, die zich uitstrekt van de krater tot aan de zee. De lavastroom spreidt zich uit in noordoostelijke richting vanaf de krater en buigt dan naar het noorden af door de aanwezigheid van een arête. Eind 2007 stopte de uitbarstingsactiviteit en in 2010 was de enige activiteit nog afkomstig van fumarolen en afkoelende lava. 